# Tretanorhinus variabilis
Tretanorhinus variabilis (карибська водяна змія) — вид змій родини полозових (Colubridae). Мешкає на Кубі та на Кайманових Островах.

## Підвиди
Виділяють п'ять підвидів:
- Tretanorhinus variabilis variabilis A.M.C. Duméril, Bibron & A.H.A. Duméril, 1854 — Куба (від Гавани до Гуантанамо, за винятком гір Сьєрра-Маестра);
- Tretanorhinus variabilis binghami Schwartz & Ogren, 1956 — гори Сьєрра-Маестра в провінції Гранма;
- Tretanorhinus variabilis insulaepinorum Barbour, 1916 — острів Ісла-де-ла-Хувентуд;
- Tretanorhinus variabilis lewisi Grant, 1941 — острів Великий Кайман;
- Tretanorhinus variabilis wagleri Jan, 1863  — крайній захід Куби (провінція Пінар-дель-Ріо).

## Поширення і екологія
Карибські водяні змії мешкають в тропічних лісах на берегах прісних і солоних водойм, трапляються на рисових полях. Зустрічаються на висоті до 40 м над рівнем моря. Іедуть нічний, водний спосіб життя. Живляться дрібними рибами і жабами, відкладають яйця.